# جرینه
جرینه (به عربی: جرینة) یک منطقهٔ مسکونی در اردن است که در استان امان واقع شده‌است.